# Сумской государственный университет
Сумской государственный университет (укр. Сумський державний університет) — высшее учебное заведение в городе Сумы, основанное в 1948 году.

## История
История университета началась в 1948 году, когда был создан учебно-консультационный пункт заочного политехнического института.
- С 1966 года он стал филиалом Харьковского политехнического института[1].
- С 1990 года — физико-технологический институт. Указом министерства образования Украины № 318 от 26 августа 1993 года на базе института был создан Сумской Государственный университет, размещенный в городе Сумы. Университет сформирован по классическому типу и имеет четвёртый уровень аккредитации.

По состоянию на 1 августа 2002 года в университете на восьми факультетах функционировало 48 кафедр, производилась подготовка специалистов по четырём образовательно-квалификационными уровням, по 23 направлениям:
- инженерная механика
- машиностроение
- компьютерные науки
- энергетика
- экология
- право
- филология
- экономика и предпринимательство
- менеджмент
- прикладная математика
- механика
- электроника
- компьютеризированные системы, автоматика и управление
- медицина
- электротехника
- автоматизация и компьютерно-интегрированные технологии
- химическая технология и инженерия
- торговля
- строительство
- компьютерная инженерия
- инженерное материаловедение
- военные науки
- металлургия
- специфические категории
- энергетический менеджмент
- экономика
- охрана природных ресурсов
- качество, стандартизация и сертификация

которые охватывают 55 специальностей.
До сего дня производится подготовка по четырём образовательно-квалификационными уровням:
- младший специалист
- бакалавр
- специалист
- магистр

## Состав
В университет входят:
- Учебно-научный институт бизнеса, экономики и менеджмента
- Учебно-научный институт права
- Медицинский институт
- Шосткинский институт СумГУ
- Конотопский институт СумГУ

- Шосткинский профессиональный колледж имени Ивана Кожедуба СумГУ
- Классический профессиональный колледж СумГУ
- Конотопский индустриально-педагогический профессиональный колледж СумГУ
- Машиностроительный профессиональный колледж СумГУ

- Факультет технических систем и энергоэффективных технологий
- Факультет электроники и информационных технологий
- Факультет иностранной филологии и социальных коммуникаций
- Кафедра военной подготовки
- Центр заочной, дистанционной и вечерней форм обучения
- Центр профессиональной и последипломного образования
- Центр развития кадрового потенциала учебного заведения

Учебно-консультационные пункты в Сумской, Полтавской, Черниговской и Винницкой областях.
На промышленных предприятиях, в организациях, банках открыто более 20 филиалов кафедр университета.
На базе военного института артиллерии проводилась военная подготовка офицеров запаса из числа студентов.
Уровень информатизации: 20 компьютерных классов, 600 компьютеров.
В университете на различных формах обучения прошли подготовку 10 000 человек. Учебный процесс обеспечивают более 3 000 сотрудников, среди которых члены-корреспонденты НАН Украины, около 150 докторов наук, профессоров, около 700 докторов философии и кандидатов наук, доцентов, действуют докторантура по 16 специальностям и аспирантура по 24 специальностям, советы по защите диссертаций.
В университете действует 10 научных школ. СумГУ имеет тесные научные и образовательные связи с десятками университетов по всему миру. Видные учёные университета являются действительными членами международных академий, соросовскими профессорами и доцентами, награждены международными грантами, Молодые учёные и талантливые студенты получают стипендии Президента Украины, Кабинета Министров Украины, местной власти.
В СумГУ действуют четыре специализированных учёных совета: один докторский и два кандидатских. В 2000—2001 годах защищены 4 докторских и 32 кандидатских диссертации.
Достойный уровень обучения в университете подтверждается итогами участия студентов во Всеукраинских студенческих олимпиадах. В 2000—2001 году в олимпиадах различного уровня студенты СумГУ заняли 27 призовых мест, что является одним из наиболее высоких показателей среди всех ВУЗов Украины.

## Медицинский институт
Аккредитован по наивысшему на Украине IV уровню. Осуществляет подготовку специалистов по специальностям «Лечебное дело», «Медико-профилактическое дело», «Стоматология», «Физическая реабилитация»(«Физическая терапия, Эрготерапия»),
«Физическая культура и спорт», «Педиатрия» и «Общественное здоровье».

## Кампусы и корпуса
- На балансе университета 13 учебных корпусов
- 28 научно-исследовательских лабораторий
- Университетская учебная онлайн экосистема
- 8 институтов и факультетов
- Для обучения студентов оснащены 151 компьютерный класс с доступом к Интернету, виртуальными тренажерами и лицензионными пакетами программного обеспечения (2210 учебных компьютеров), 48 мультимедийных лекционных аудиторий, лабораторий с более 3 500 единиц технических средств обучения
- 9 собственных общежитий
- 1 столовая в отдельном корпусе, кроме того, в большинстве корпусов функционируют кафетерии и буфеты
- 1 отдельный корпус библиотечно-информационного центра с читальными залами (в том числе электронными с доступом до платных баз электронных документов Лига-Закон, диссертации России, Леонорм-Информ, EBSCOhost, CUL Online, HINARI, Grebennikon, Eastview и пр.), музеем, издательством и типографией
- 40 спортивных объектов (в том числе бассейн, гребная база, лыжная база). При учебно-лабораторных корпусах функционируют отдельные спортивные и тренажерные залы, тир, на территории университета оснащены спортивные площадки, стадионы и корт
- 8 корпусов-мастерских

## Рейтинг и репутация
Согласно рейтингу Министерства образования и науки Украины — 2013, Сумский государственный университет занял 3-е место среди вузов Украины в категории «Классические университеты».
В 2014 году агентство «Эксперт РА» присвоило ВУЗу рейтинговый класс «С», означающий «высокий уровень» подготовки выпускников.